# Benjamin (chanteur)
Pour les articles homonymes, voir Benjamin.
Benjamin (1945-1992), nom de scène de Louis Benjamin, est un chanteur français Beatnik des années 1960.
Il a été le premier interprète des premières chansons du tandem Jacques Lanzmann / Jacques Dutronc, Il a notamment créé la première version de Et moi, et moi, et moi. Il a sorti quelques 45 tours et a participé à la Photo du siècle de Salut les copains, photo prise par Jean-Marie Périer en avril 1966.
Devenu SDF, il est décédé dans les années 1990.